# Thecocarcelia linearifrons
Thecocarcelia linearifrons är en tvåvingeart som först beskrevs av Wulp 1893.  Thecocarcelia linearifrons ingår i släktet Thecocarcelia och familjen parasitflugor. Inga underarter finns listade i Catalogue of Life.